# Leptotarsus amissionis
Leptotarsus amissionis är en tvåvingeart som först beskrevs av Alexander 1952.  Leptotarsus amissionis ingår i släktet Leptotarsus och familjen storharkrankar. Inga underarter finns listade i Catalogue of Life.